# Ornebius fuscicercis
Ornebius fuscicercis är en insektsart som först beskrevs av Tokuichi Shiraki 1930.  Ornebius fuscicercis ingår i släktet Ornebius och familjen Mogoplistidae. Inga underarter finns listade i Catalogue of Life.